# Botein
Botein (δ Arietis / δ Ari / 57 Arietis / HD 19787) es una estrella en la constelación de Aries. Procedente del árabe Al-Butain, su nombre significa «la pequeña panza», ya que en las antiguas representaciones de la constelación, la estrella estaba emplazada en esa parte del animal; en mapas modernos, sin embargo, se la sitúa cerca de la cola.
Situada a 168 años luz del sistema solar, Botein es una gigante naranja de tipo espectral K2III muy semejante a Hamal (α Arietis), la estrella más brillante de Aries.
Tiene una temperatura efectiva de 4832 K y un diámetro 13 veces más grande que el del Sol, cifra calculada a partir de la medida directa de su diámetro angular —1,87 milisegundos de arco—.
De magnitud aparente +4,35, su luminosidad es 69 veces mayor que la luminosidad solar.
Botein es más rica en metales que el Sol, siendo su abundancia relativa de hierro un 38% mayor que en nuestra estrella. En relación con el contenido de este elemento, el nivel de lantano es muy bajo en comparación con el valor solar.
Al igual que otras estrellas gigantes, Botein rota lentamente, con una velocidad de rotación proyectada de 2,15 km/s.
Tiene una masa estimada de 2,7 masas solares y una edad de algo más de 1000 millones de años.